# Lars Bäckström
Lars Christer Bäckström, född 16 mars 1953 i Uddevalla, är en svensk politiker (vänsterpartist), lärare och ämbetsman. Bäckström var riksdagsledamot 1988–2006 för Västra Götalands läns västra valkrets. Han var Vänsterpartiets gruppledare i riksdagen 1996–2006 samt dess talesman i ekonomisk-politiska frågor. Ledamot av styrelsen för Riksskatteverket. 
Andre vice ordförande, styrelsen för Riksdagens Revisorer,  Ledamot av styrelsen för Riksbanken Jubileumsfond, 1998- 2002.  
Från 2004 till 2008 var Bäckström styrelseordförande i Post- och telestyrelsen. Den 21 januari 2008 tillträdde han som landshövding i Västra Götalands län. Han innehade ämbetet till den 20 januari 2017.

## Utmärkelser
- Hans Majestät Konungens medalj, 8:e storleken (januari 2007)[6]
- Kungliga Örlogsmannasällskapets förtjänstmedalj i silver (2016)[7]